# Ernst Rossius-Rhyn
Ernst Rossius-Rhyn (* 12. Mai 1874 in Rhein, Ostpreußen; † 7. September 1939 in Berlin-Zehlendorf) war ein deutscher Architekt.

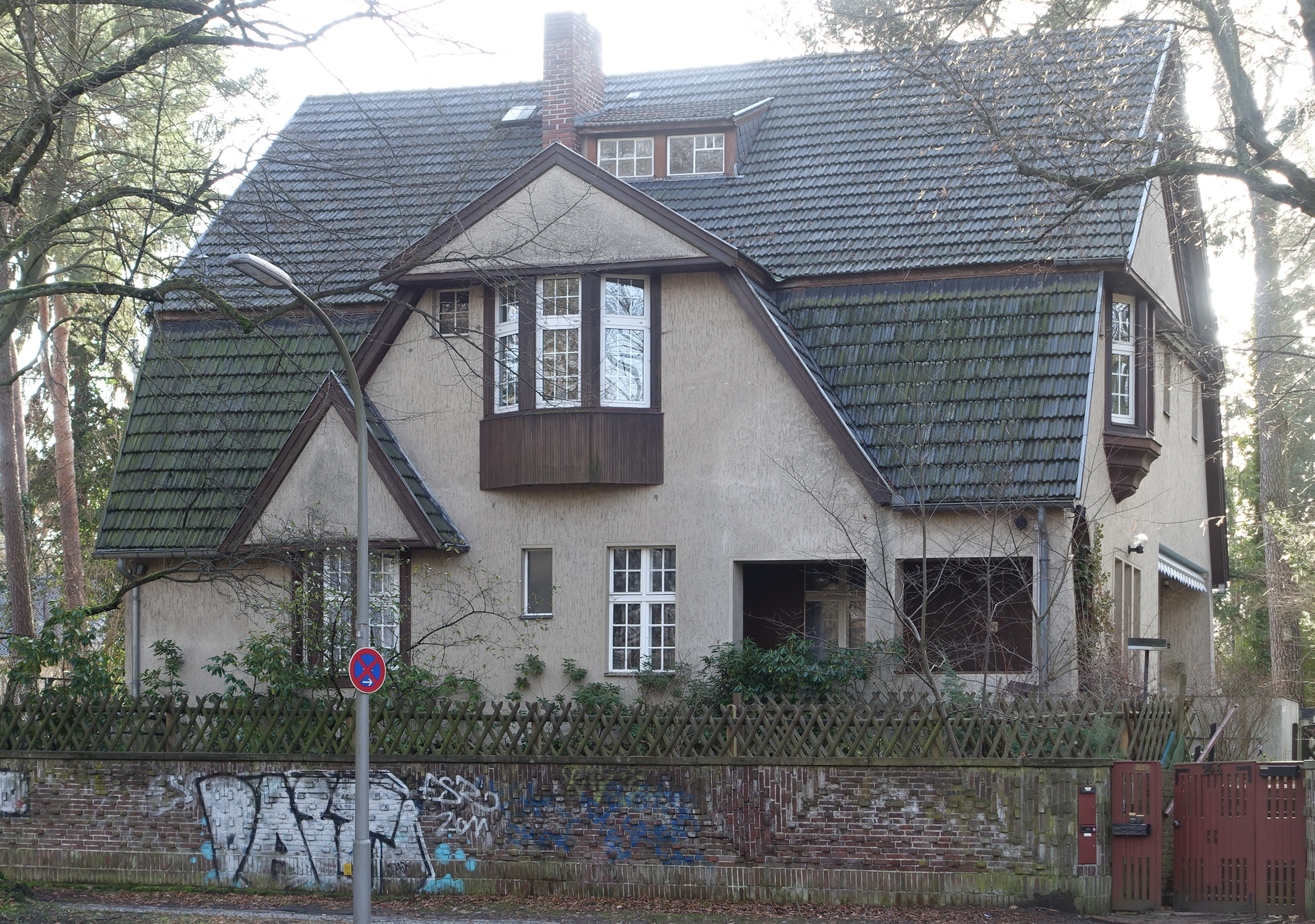
Landhaus Rost (1907)

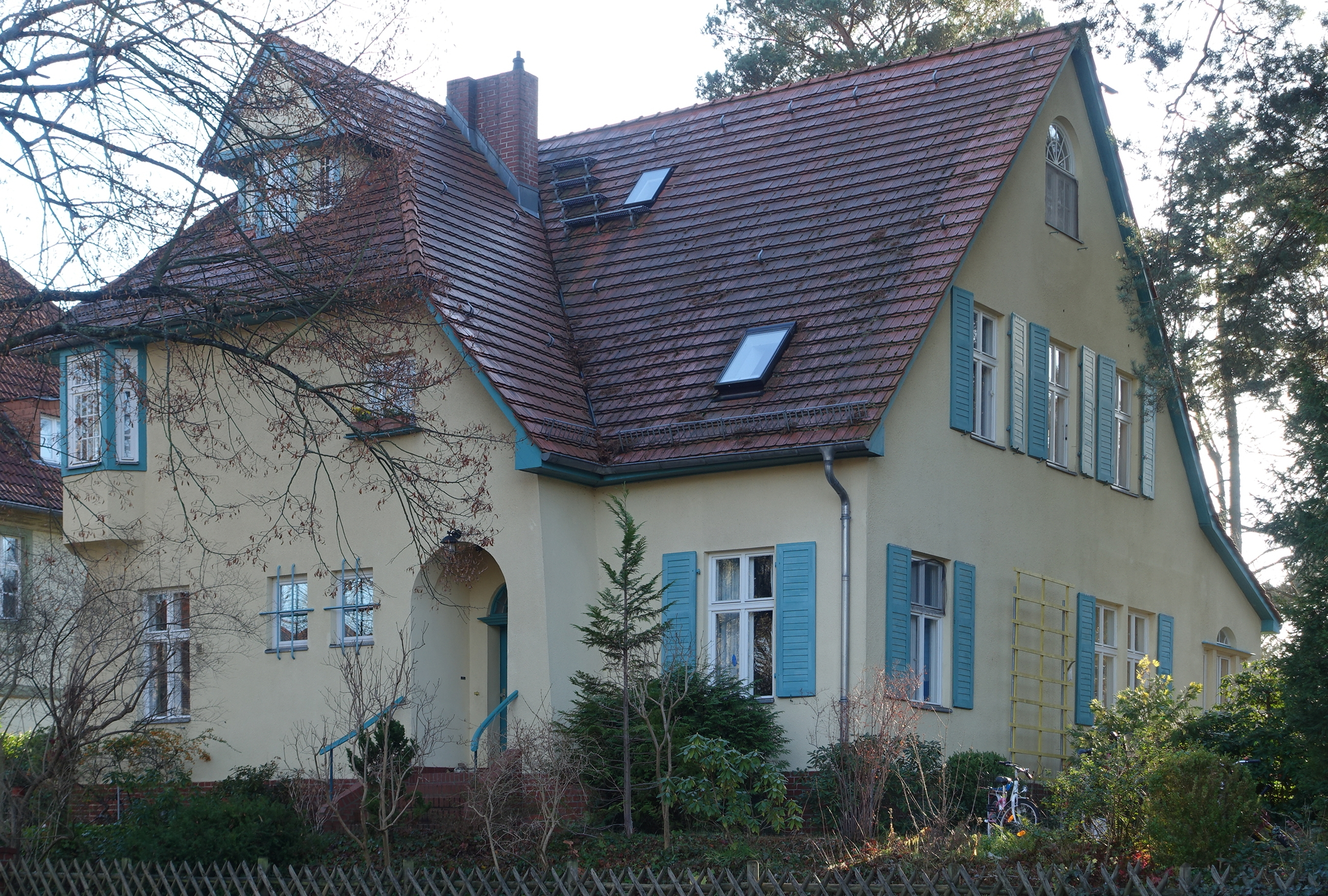
Landhaus Brandt (1908)

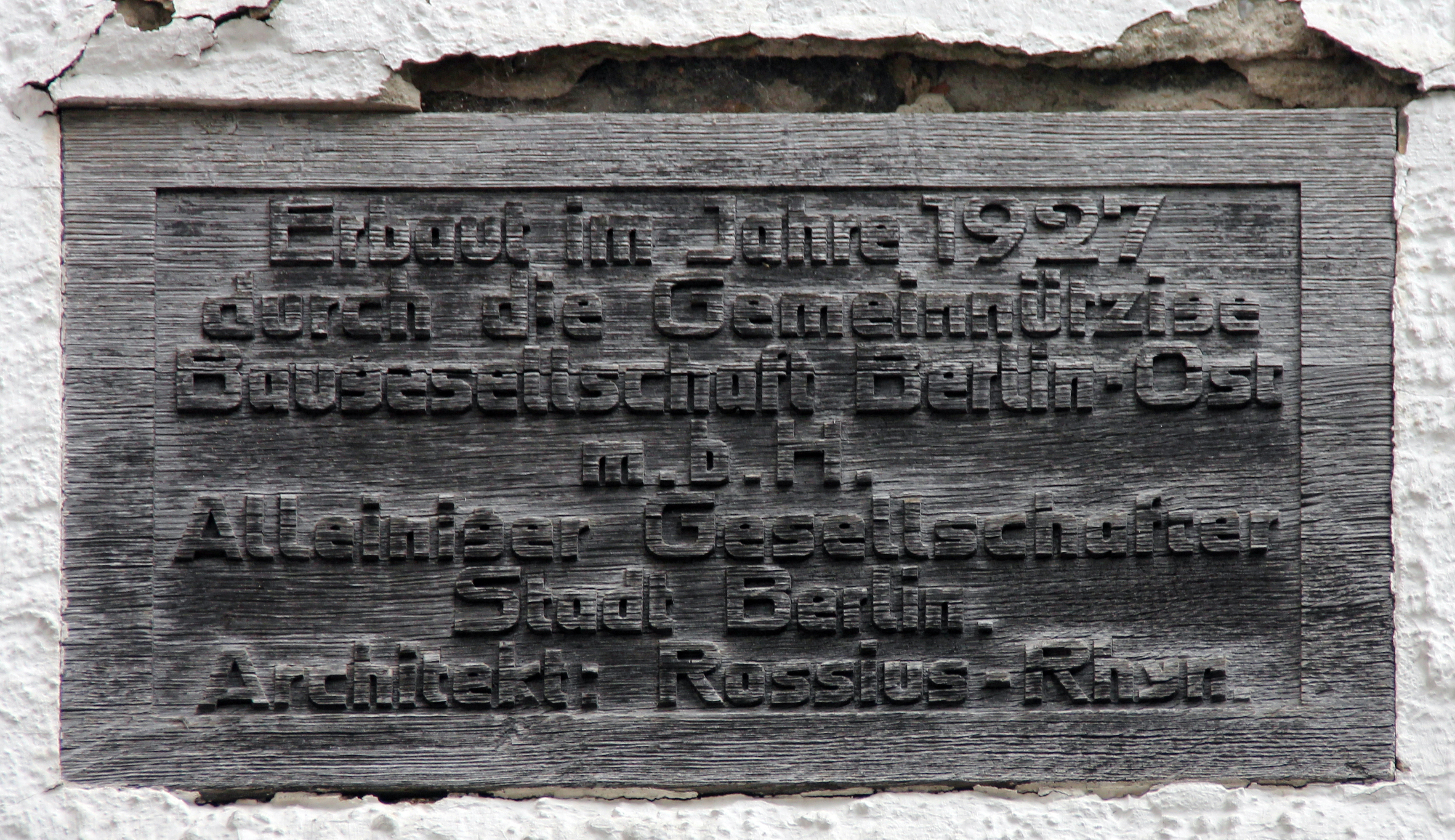
Gedenktafel am Haus Eitelstraße 50 in Berlin-Rummelsburg

Rossius-Rhyn errichtete vor dem Ersten Weltkrieg vor allem Villen in den Berliner Außenbezirken. Von 1906 bis 1909 zeigte er einige Entwürfe auf der Großen Berliner Kunstausstellung. Unter dem Druck der wirtschaftlichen Verhältnisse zur Zeit der Weimarer Republik verlegte er sich auf den Siedlungsbau. Nach dem Ersten Weltkrieg wirkte er in der Stadt und dem Kreis Lyck (Ostpreußen) bei der Beseitigung der Kriegsschäden. Er war Mitglied im Bund Deutscher Architekten.
Als bedeutendes Werk gilt sein Sanatorium Schwarzeck in Bad Blankenburg, das nach Immobilienskandalen vom Abriss bedroht ist.

## Werk

### Bauten
- 1905: Kurhaus für das Waldsanatorium Schwarzeck in Bad Blankenburg[2] ⊙
- 1907: Landhaus Rost in Berlin-Hermsdorf, Hermsdorfer Damm 246[3] ⊙
- 1908: Landhaus Brandt in Berlin-Hermsdorf, Waldseeweg 18[4] ⊙
- 1908: Villa Breger für den Geh. Reg.-Rat. Dr. Johann Breger in Berlin-Zehlendorf, Teutonenstraße 10 (mit Paul Reuter) ⊙
- um 1910: Villa für Verlagsdirektor Arthur Heß in Berlin-Zehlendorf, Kaunstraße 8 (Bildhauerarbeiten von Georg Lehmann-Wienbrack, baulich verändert) ⊙
- um 1912: Haus Grohwald in Bad Saarow[5]
- vor 1914: Landhaus Keller in Kleinmachnow (kriegszerstört)[5]
- vor 1914: Ausstellungshalle in Leipzig für die AG Lauchhammer
- 1923–1924: Architektonische und städtebauliche Entwicklung der Bürgerhaussiedlung für Adolf Sommerfeld in Kleinmachnow (mit Heinrich Straumer)[6] ⊙
- 1923–1924: Nachbau von Goethes Gartenhaus für den Bankier Hugo Simon in Seelow, Mark Brandenburg ⊙
- 1924: Einfamilienhaus in Berlin-Lichterfelde, Veilchenstraße 5[6]
- 1925: Freiherrlich von Tuchersches Stiftshaus in Nürnberg, Elbinger Straße 16 ⊙
- 1927–1933: Bürgerhaussiedlung der GEHAG in Kleinmachnow (mit Heinrich Straumer)[6]
- 1930–1931: Wohnanlage in Berlin-Wilmersdorf, Marbacher Straße[7] ⊙
- 1935: GEHAG-Siedlung „Rauhe Berge“ in Berlin-Mariendorf, Marienhöher Weg[8]

### Schriften
- Siedlungsbau und Arbeiter. In: Vorwärts-Almanach. Berlin 1920.
- Häuser zum Wohlfühlen. Grundsätzliche Neuheiten der Hauskonstruktion und Wohnform. Verlag Oscar Laube, Dresden 1921.